# Эриванский 13-й гренадерский полк
13-й лейб-гренадерский Эриванский Царя Михаила Фёдоровича полк — пехотная воинская часть Русской армии. 
Эриванский полк один из старейших и наиболее титулованных регулярных полков Вооружённых Сил России. В 1814 — 1918 годах формирование входило в состав Кавказской гренадерской дивизии. В другом источнике указано иное действительное наименование формирования — Эриванский 13-й лейб-гренадерский Его Величества полк. 

## История
В 1642 (1640) году по указу русского царя Михаила Фёдоровича из числа московских стрельцов был сформирован по отбору (выбору) регулярный полк иноземного строя в составе 52 рот по 100 человек в каждой, наименованный 2-м Московским выборным полком солдатского строя.

В 1642 году сформировано два «выборных» (то есть отборных) полка из московских слобожан и стрелецких детей — Первомосковский и Бутырский. Полкам этим суждено было явиться связующим звеном старой московской и новой петровской армий — символ единства и нераздельности Русской Армии.— Керсновский А. А. История русской армии.
 По другому источнику время сформирования этих полков точно неизвестно, но приблизительно это — вторая четверть XVII столетия.
Шотландский генерал Далейль, в 1649 году, перешел в русскую службу и был назначен командиром Бутырского полка, устроенного на иноземный манер, а в январе 1665 года покинул её. В 1657 (1667) году село Бутырка (Бутыркино) было отдано «под селитьбу» солдатам и отборный полк разместился в Бутырской слободе подле Москвы. На тот момент все офицеры, кроме полковника (М. О. Кровкова, которого П. О. Бобровский называл обрусевшим датчанином) были русскими.
- Во второй половине XVII века в случае войны полк развёртывался в два — три, иногда четыре — пять полков (каждый до 10 рот). В этом случае число рот могло увеличиваться до 60-ти (при этом численность полка достигала 10 400—12 000 человек), а полком командовал генерал или генерал-поручик.
- Весна 1662 года полк солдатского строя участвовал в подавлении мятежа (бунта) в Коломенском.
- 20 июня — 30 сентября 1676 года — участвовал в 1-м Чигиринском походе.
- 1678 году — участвовал во 2-м Чигиринском походе:
  - 3 августа 1678 года — участвовал в сражении на реке Тясмине.
- 1679 году — поход в Киев для защиты города от турок.
- 1682 года — наименован Бутырским (по слободе). Это был старейший из всех регулярных полков России, который вместе с Лефортовским полком послужил Петру I образцом для составления потешных полков.

В Бутырском полку число офицеров простиралось до 43, а нижних чинов до 1200. Солдаты поселились в Бутырской слободе в устроенных от казны дворах, и им было предоставлено право на отведенной земле разводить огороды, заниматься различными промыслами, держать лавки и другие торговые заведения, не платя торговых пошлин. Они получали, сверх того, жалованье и провиант из казны, но были обязаны служить, обучаться немецкому строю и стрельбе из мушкетов, держать городские караулы вместе со стрельцами и участвовать в торжественных встречах и церемониях.— Кондратьев И. К. Седая старина Москвы.
- 1687 году — поименован по шефу — Гордоновым.
- 1689 году — полк первым встал на сторону Петра I во время "бунта" Шакловитого.

- 1700 году — при устройстве регулярной армии поступил в число пехотных полков «генеральства» А. И. Репнина и стал именоваться Бутырским пехотным полком.
- 16 февраля 1727 года — поименован 2-м Московским; 25 апреля — вновь Бутырским пехотным.
- 25 апреля 1762 года — поименован пехотным генерала Лопухина; 5 июля повеление это отменено.
- 7 мая 1786 года — Бутырский пехотный полк расформирован[11], батальоны его составили 1-й и 2-й батальоны Кубанского егерского корпуса.
- 29 ноября 1796 года — из Кубанского егерского корпуса (состоявшего из четырёх отдельных батальонов — двух бывших Бутырского и двух Селенгинского полков) повелено было сформировать в составе пяти рот 18-й егерский батальон; 17 мая 1797 года последовало новое высочайшее повеление об образовании двухбатальонного полка, наименованного 18-м егерским.
- 31 октября 1798 года — поименован Егерским генерал-майора Лазарева полком.
- 7 ноября 1800 года — шефский батальон участвовал в сражении на реке Иори.
- 29 марта 1801 года — поименован 17-м егерским полком.
- 1804—1813 годы — война с Персией:
  - 3 января 1804 года — штурм крепости Гянджи.
  - 24 июня — 28 июля 1805 года — поход егерей под командованием Карягина.
  - 13 июня 1806 года — сражение в Ханашинском ущелье.
  - 15 июня 1810 года — штурм укрепления Мегри.
  - 6 июля 1810 года — разгром персов на реке Аракс.
  - 19 — 20 октября 1812 года — Асландузское сражение.
  - 31 декабря 1812 года — штурм Ленкорани.
- 29 августа 1814 года — полк включен в состав Резервной гренадерской бригады Отдельного Грузинского корпуса. Позднее, после ряда переименований, эта бригада была переформирована в Кавказскую гренадерскую дивизию, в которую полк входил вплоть до 1918 года.
- 12 февраля 1816 года — за отличия переименован в 7-й карабинерный полк.

Из егерских полков, так как 17-й оказался всех более отличных подвигов против неприятеля в здешнем краю, то оный на основании вышеупомянутого Высочайшего повеления производится в гренадерские и именоваться ему впредь 7-мым Карабинерным.— Из Высочайшего указа.
- 1826—1828 годы — Персидская война:
  - 13 сентября 1826 года — Шамхорское сражение.
- 27 октября 1827 года — назван Эриванским карабинерным полком (за отличие при взятии Эривани).
- 1828—1829 годы — Русско-турецкая война:
  - 23 июня 1828 года — штурм крепости Карс.
  - 5, 9 августа 1828 года — Ахалцихское сражение.
  - 20 июня 1828 года — бой у Милли-Дюзы.
  - 15 августа 1828 года — штурм крепости Ахалцых.
  - 2 июня 1829 года — бой у Чаборио.
  - 17 июня 1829 года — бой у селения Бардуз.
  - 19 июня 1829 года — сражение у селения Каянлы.
  - 27 июня 1829 года — взятие Эрзерума.
  - 27 сентября 1829 года — штурм Байбурта.
- 10 августа 1829 года — Эриванскому карабинерному полку вместо киверов установлено ношение овчинных шапок, одной формы с установленными для гренадерских полков Отдельного Кавказского корпуса.
- 21 марта 1834 года — к полку в качестве 3-го батальона присоединён 2-й батальон расформированного Херсонского гренадерского полка.
- 1830—1852 годы — боевые действия на Кавказе:
  - 15 октября 1830 года — бой у Старых Закатал.
  - 14 ноября 1830 года — штурм Старых Закатал.
  - 17 октября 1832 года — штурм селения Гимры.
  - 21 июня 1844 года — штурм аула Елису.
  - 26 июля — 14 сентября 1847 года — осада и штурм аула Салты.

Для многих полков русской армии Кавказ явился колыбелью их славы, а многие заслуженные полки-ветераны поддержали свою боевую, ещё с петровских времен, репутацию. Герой Полтавы — 13-й лейб-гренадерский Эриванский полк, ведущий свою родословную с 1636 года, стал здесь самым титулованным во всей русской армии, превзойдя в количестве боевых регалий полки петровской бригады — лейб-гвардии Семеновский и Преображенский. Воины-эриванцы, «сойдя дождем» в Гимры, доказали всему миру, что где «олень не пройдет, русский солдат проберется».— Нестеров А. Из статьи к 140-летию Кавказского военного округа.
- 14 ноября 1850 года — полку пожаловано шефство Наследника Цесаревича Александра Николаевича и полк наименован Эриванским карабинерным Его Императорского Высочества Наследника Цесаревича полком.
- 1853—1856 годы — Крымская война:
  - 2 ноября 1853 года — Баяндурский бой.
  - 19 ноября 1853 года — Башкадыкларское сражение.

После поражения при Ахалцихе турецкое командование пыталось остановить русское наступление на сильном оборонительном рубеже у Башкадыклара. Несмотря на численное превосходство турок, уверенных в неприступности своих позиций, Бебутов смело атаковал их. Основной удар он нанес по центральной позиции турок, где располагалась батарея из 20 орудий. В критический момент боя, когда под картечным огнём русские гренадеры замедлили движение вперед, Бебутов лично повел в бой свой резерв — две роты Эриванского полка. После жаркого рукопашного боя турецкая батарея пала — Н. А. Шефов. Битвы России.
- - 24 июля 1854 года — Кюрюк-Даринское сражение.
  - 17 сентября 1854 года — штурм крепости Карс.
- 19 февраля 1855 года — в связи со вступлением шефа полка на императорский престол полк наименован Лейб-карабинерным Эриванским Его Величества полком.
- 17 апреля 1856 года — переименован в Лейб-гренадерский Эриванский Его Величества полк.
- 25 марта 1864 года — полку присвоен № 13 и он назван 13-м лейб-гренадерским Эриванским Его Величества полком.
- 20 сентября 1871 года — Наследник Цесаревич Александр Александрович назначен вторым шефом полка.
- 1875 год — в списки полка зачислен великий князь Николай Александрович.
- 1877—1878 — Русско-турецкая война:
  - Май 1877 года — штурм крепости Ардаган.
  - 13 августа 1877 года — Кизил-Тапинский бой.
  - 2—3 октября 1877 года — сражение на Аладжанских высотах.
  - 23 октября 1877 года — сражение при Деве-Бойну.
- 31 июля 1913 года — переименован в Царя Михаила Феодоровича 13-й лейб-гренадерский Эриванский Его Величества полк.
- 9 марта 1914 года — переименован в 13-й лейб-гренадерский Эриванский Царя Михаила Феодоровича полк, с сохранением шефства императора Николая II.
- 1914—1918 годы — Первая мировая война:
  - Сентябрь 1914 года — прибыл на фронт в составе 2-го Кавказского армейского корпуса.
  - 19 сентября — 19 октября 1914 года — бои в Августовских лесах.
  - 21 октября — 8 ноября 1914 года — поход по Восточной Пруссии до Мазурских озёр.
  - 22—29 ноября 1914 года — бои под Варшавой в районе Сохачева, Сковорода, Венец, Александрово.
  - 3 декабря 1914 года — 24 февраля 1915 года — оборона по р. Бзуре.
  - 25 февраля — 8 мая 1915 года — оборонительные бои под Новогеоргиевском.
  - 17 мая 1915 года — оборонительные бои в Галиции.
  - Полк — активный участник Второго Томашовского сражения в июне 1915 г.[14][15]
  - 2 — 8 июля 1915 года — участие в Грубешовском сражении[16].
  - 9 — 22 июля 1915 года — участие в Люблин-Холмском сражении[17].
  - В августе — сентябре 1915 года — участник Виленской операции[18].
- 20 мая 1917 года — в связи с февральским переворотом (революцией) полк переименован в 13-й гренадерский Эриванский полк.
- В начале 1918 года, в связи с демобилизацией Российской Республики, 13-й гренадерский полк был расформирован.

## Потери полка в Первой мировой войне
13-й лейб-гренадерский Эриванский полк (Кавказской гренадерской дивизии) выступил на войну, имея в ротах по 3—4 офицера (с командиром роты), из них 2—3 кадровых. Осенью 1914 года полк участвовал в боях под Сувалками и Лодзинских лесах, затем занимал позиции на р. Бзуре. 22—24 сентября 1914 года полк перенёс тяжелейшие бои, потери — 1 офицер убит, 17 ранено и контужено, убито и ранено около 500 гренадер. Наибольшие потери в 5-й роте капитана Сабеля: 54 убитых, 112 раненых, 2 лишившихся рассудка; оглушены и контужены — все. За эти бои полк получил первые боевые награды. Под Сувалками потери офицерского состава составили 20—25 %; за Лодзинский период — 60—70 %. К февралю 1915 года на батальон оставалось 4—5 кадровых офицеров (из 10—12 кадровых офицеров, выступивших в поход).
После боёв под Праснышем (потери незначительные) полк был переброшен в Галицию; в апреле 1915 года участвовал в боях под Ярославом, а затем в течение июня и июля с непрерывными боями отходил мимо Холма на Влодаву—Кобрин. Потери офицерского состава за отход огромны; выбыло, учитывая прибывающих на пополнение офицеров не менее 1,5—2 составов начальствующих лиц. К концу лета кадровые офицеры лишь на должностях батальонных командиров.
К весне 1917 года часть раненых офицеров вернулась. Потери с осени 1916 года были незначительны (период позиционной войны). Тем не менее к началу весны на батальон приходилось всего по 1—2 кадровых офицера считая с командиром батальона. Таким образом 80—90 % кадрового офицерского состава выбыли из строя окончательно.

## Шефы полка
Шефы полка:

#### Бутырский полк
25.04.1762 — 05.07.1762 — генерал-майор (с 30.04.1762 генерал-поручик) Лопухин, Владимир Иванович

#### Кубанский егерский корпус
- 20.10.1786 — xx.xx.1792 — генерал-майор Розенберг, Андрей Григорьевич

#### 18-й / 17-й егерский полк
- xx.xx.1797 — 19.04.1803 — генерал-майор Лазарев, Иван Петрович
- 14.05.1803 — 07.05.1807 — полковник Карягин, Павел Михайлович
- 13.08.1807 — 08.02.1811 — полковник Ассеев, Афанасий Фёдорович
- 27.02.1811 — 08.06.1811 — полковник Снаксарев, Иван Афанасьевич
- 08.06.1811 — 22.06.1815 — полковник Живкович, Илья Петрович (до упразднения звания шефов)

#### Эриванский полк
- 14.11.1850 — 01.03.1881 — Император Александр II
- 02.03.1881 — 21.10.1894 — Император Александр III
- 02.11.1894 — 04.03.1917 — Император Николай II

## Командиры полка

#### Бутырский полк
- 1642 — 1657 — полковник Альциль, в другом источнике указан что командиром Бутырского пп, с 1649 года по январь 1665 года, был Далейль[8]
- 1657 — 1682 — полковник, затем генерал Кровков, Матвей Осипович
- 1682 — 1687 — полковник Жданов, Родион
- 1685 — 1687 — стольник Бюст, Алексей
- 1687 — 1699 — генерал Гордон, Пётр Иванович
- 1699 — 1708 — генерал Репнин, Аникита Иванович
  - 1699 — 1705 — полковник Гордон, Яков Петрович[19]
- 1707 — после 1720 — подполковник (с 29.09.1709 полковник) князь Сонцов-Засекин, Иван Васильевич
- до 22.12.1726 — 28.09.1727 — полковник фон Лукей
- 1729 — 1730 — полковник Порецкий, Дмитрий Ларионович
- хх.хх.1731 — хх.хх.1731 — полковник Бобрищев-Пушкин, Михаил Иванович
- 08.12.1731 — 22.01.1737 — полковник князь Репнин, Василий Аникитич
- 19.05.1737 — хх.хх.1737 — полковник фон Броун, Юрий (Георгий) Юрьевич
- 31.12.1737 — 29.05.1747 — полковник фон Зитман, Рейнгольд Иоганн
- 01.01.1748 — 14.01.1754 — полковник Лопухин, Владимир Иванович
- 20.09.1755 — хх.хх.1755 — полковник Баскаков, Егор Иванович
- 11.06.1756 — 05.03.1759 — полковник Мельгунов, Александр Петрович
- 05.03.1759 — хх.хх.1762 — полковник фон Бриммер (Брюмер), Виллим
- 09.06.1762 — 01.01.1770 — полковник (с 22.09.1768 бригадир) Гротенгельм, Георгий Евстафьевич
- 01.01.1770 — хх.хх.1771 — полковник Кожин, Николай Никитич
- 25.09.1771 — 22.09.1778 — полковник (с 28.06.1778 бригадир) Обухов, Фёдор Васильевич
- 01.01.1779 — хх.хх.1779 — полковник фон Штокман, Василий Егорович
- 22.09.1779 — 25.04.1785 — полковник Телегин, Пётр Сергеевич
- 25.04.1785 — 07.05.1786 — командующий подполковник барон фон Мейендорф, Фёдор Виллимович

…

#### 18-й / 17-й егерский / 7-й карабинерный полк
- 22.05.1797 — 05.08.1797 — подполковник Воейков, Сергей Андреевич
- 03.08.1797 — 22.04.1799 — подполковник Лазарев, Иван Петрович
- 22.04.1799 — 08.05.1800 — полковник Воейков, Сергей Андреевич
- 20.08.1800 — 24.01.1803 — полковник Карягин, Павел Михайлович
- xx.xx.1803 — xx.xx.1805 — майор Белавин, Константин Климович
- 03.04.1805 — 21.01.1809 — майор (с 23.04.1806 подполковник, 12.12.1807 полковник) Лисаневич, Дмитрий Тихонович
- 21.01.1809 — 14.06.1810 — полковник Котляревский, Пётр Степанович
- 16.11.1814 — 22.06.1815 — полковник Парфёнов, Иван Иванович
- 22.06.1815 — 09.11.1816 — полковник Живкович, Илья Петрович
- 10.07.1816 — 11.06.1822 — подполковник Ладинский, Пётр Антонович
- 11.07.1822 — 21.04.1827 — полковник Муравьёв-Карсский, Николай Николаевич
- 21.04.1827 — 27.10.1827 — полковник барон Фредерикс, Борис Андреевич

#### Эриванский полк
- 27.10.1827—06.12.1829 — полковник (с 19.05.1829 генерал-майор) барон Фредерикс, Борис Андреевич
- 06.12.1829—11.10.1837 — флигель-адъютант полковник князь Дадианов, Александр Леонович
- 29.10.1837—02.12.1843 — полковник (с 10.10.1843 генерал-майор) барон фон Врангель, Карл Карлович
- 02.12.1843—03.08.1849 — полковник (с 06.12.1848 генерал-майор) Бельгард, Карл Александрович
- 03.08.1849—19.07.1853 — полковник (с 06.12.1850 генерал-майор) князь Багратион-Мухранский, Иван Константинович
- 19.07.1853—08.01.1856 — полковник Моллер, Эдуард Антонович
- 08.01.1856—12.04.1859 — полковник де Саже, Фёдор Христофорович
- 03.05.1859—14.01.1860[20] — полковник фон Фохт, Константин Густавович
- 12.02.1860—08.07.1864 — флигель-адъютант полковник (с 24.09.1861 генерал-майор Свиты Е. И. В.) князь Голицын, Борис Фёдорович
- 08.07.1864—24.05.1869 — полковник (с 17.04.1866 флигель-адъютант) Бюнтинг, Георгий Карлович
- 01.06.1869—03.12.1876 — полковник (с 20.09.1871 флигель-адъютант) Гурчин, Александр Викентьевич
- 03.12.1876—19.03.1878 — полковник (с 10.05.1877 флигель-адъютант) Толстой, Александр Николаевич
- 19.03.1878—13.08.1882 — полковник (с 29.06.1878 флигель-адъютант) Скалон, Евгений Данилович
- 24.09.1882—13.04.1883 — полковник Гессе, Пётр Павлович
- 18.04.1883—10.05.1892 — полковник Столица, Константин Акимович
- 06.07.1892—06.08.1894 — полковник Столица, Евгений Михайлович
- 06.08.1894—30.09.1896 — полковник Попов, Владимир Александрович
- 21.10.1896—17.04.1901 — полковник Кузьминский, Георгий Дмитриевич
- 07.05.1901—21.06.1905 — полковник Вольский, Сигизмунд Викторович
- 22.08.1905—01.07.1906 — полковник Нейгебауэр, Иосиф Адольфович
- 04.07.1906—15.06.1910 — полковник Скорняков, Александр Николаевич
- 15.06.1910—17.04.1912 — полковник Шлиттер, Михаил Александрович
- 31.05.1912—07.04.1915 — полковник (с 18.01.1915 генерал-майор Свиты) Мдивани, Захарий Асланович
- 08.04.1915—19.04.1915 — полковник Шаншиев, Николай Александрович
- 19.04.1915—26.03.1916 — полковник (с 19.02.1916 генерал-майор) Вышинский, Евгений Евгеньевич
- 10.04.1916—16.09.1916 — флигель-адъютант полковник Силаев, Лев Захарович
- 27.09.1916—10.07.1917 — полковник князь Мачабели, Георгий Михайлович
- 10.07.1917 — после 10.03.1918 — полковник Пильберг, Густав Карлович

## Знаки отличия
1. Полковое знамя Георгиевское[3] с надписью: «За отличные подвиги при поражении 36.000 Турецкого Корпуса на Баш-Кадыклярских высотах 19 Ноября 1853 г., за отличия, оказанные в войну 1854—55 годов, за Кавказскую войну и за взятие Ардагана 4 и 5 Мая 1877 года» и «1642—1842». С Александровской юбилейной лентой. Высочайшие грамоты от 25.06.1842 г., 28.01.1854 г., 15.12.1858 г., 19.02.1868 г., 26.11.1878 г.
2. Знаки на головные уборы[3] с надписью: «За отличие». Пожалованы Эриванскому карабинерному полку 27.06.1828 г. за подвиги в русско-персидскую войну 1826—27 гг.
3. Две Георгиевских трубы[3] без надписи. Пожалованы 22.09.1830 г. Эриванскому карабинерному полку за русско-турецкую войну 1828—29 гг. Высочайшая грамота от 11.09.1832 г.
4. Серебряная труба[3] без надписи. Пожалована 22.09.1830 г. Херсонскому гренадерскому полку за русско-турецкую войну 1828—29 гг. Высочайшая грамота от 11.09.1832 г. Передана в Эриванский карабинерный полк после присоединения 2-го батальона расформированного в 1834 г. Херсонского гренадерского полка.
5. Георгиевский сигнальный рожок[3] с надписью: «За отличие при покорении Западного Кавказа в 1864 г.». Пожалован 20.07.1865 г. стрелковым ротам полка. Высочайшая грамота от 25.07.1865 г.
6. Петлицы[3] «за военное отличие» на мундиры штаб- и обер-офицеров и Георгиевские петлицы на мундиры нижних чинов полка. Пожалованы 13.10.1878 г. за отличие в русско-турецкую войну 1877—78 гг. Высочайшая грамота от 26.11.1878 г.

## Знаки различия
Ниже представлены некоторые знаки различия полка:
- Погон капитана шефской роты
- Эполет поручика
- ... поручикa
- ... фельдфебеля
- ... младшего унтер-офицера

## Известные люди, служившие в полку
- Цесаревич Алексей
- Цесаревич Николай
- Великий князь Александр Михайлович
- Великий князь Михаил Николаевич
- Амираджибов, Михаил Кайхосрович — русский генерал, герой русско-турецкой войны 1877—1878 годов.
- Антонов, Валериан Михайлович — полковник, писатель.
- Багратион-Мухранский, Константин Александрович (1889—1915) — Князь, Георгиевский кавалер, супруг Великой княгини Татьяны Константиновны.
- Богданович, Павел Николаевич — эмигрант, создатель Национальной организации русских разведчиков.
- Визиров, Алиамбар Измайлович — майор, герой Крымской войны.
- Вольский, Сигизмунд Викторович — русский военный и государственный деятель, участник русско-турецкой войны 1877—1878 гг., военный губернатор Карсской области и Дагестанской области.
- Гаттенбергер, Борис Петрович — капитан, георгиевский кавалер, участник Первой мировой войны, участник Белого движения.
- Геловани, Константин Леванович — князь, российский и грузинский военачальник. Участник Русско-японской войны 1904—1905 годов; 1-й мировой войны.
- Гранитов, Владимир Владимирович — поручик, Председатель РОВС, член полкового объединения в эмиграции.
- Ершаков, Филипп Афанасьевич — советский генерал-лейтенант, воевал в полку на Первой мировой войне.
- Катенин, Павел Александрович — писатель, театрал.
- Кузнецов, Александр Григорьевич — председатель Объединения лейб-гренадерского Эриванского полка. Член Союза Георгиевских кавалеров, Союза русских военных инвалидов во Франции.
- Лайдонер, Йохан — главнокомандующий эстонской армией.
- Назарбеков, Фома Иванович — главнокомандующий войсками Армянской республики в 1918—1920 годах.
- Попов, Константин Сергеевич — эмигрант, писатель, автор истории Эриванского полка.
- Попович-Липовац, Иван Юрьевич — генерал Российской императорской и Черногорской армий, участника шести войн и многих восстаний, Георгиевский кавалер, поэт, путешественник, учёный-этнограф, актёр и драматург.
- Сабель, Адальберт Иванович — Герой 1-й мировой войны. Подполковник, Георгиевский кавалер.
- Сибирский, Федор Васильевич — князь, капитан, сын Царевича Сибирского Василия Алексеевича, потомок хана Кучума.
- Солнцев, Александр Александрович — капитан, герой 1-й мировой войны.
- Роман Романович фон дер Ховен — подполковник, позже военный комендант крепости Баку, генерал-майор, Георгиевский кавалер.
- Шатилов, Павел Николаевич — генерал от инфантерии, начальник XV армейского корпуса.
- Яковлев, Константин Фёдорович (?—1878) — майор, герой русско-турецкой войны (1877—1878).